# Страдиньш Павло Іванович
Павло Іванович Страдиньш (латис. Pauls Stradiņš Pauls Stradiņš — Паулс Страдиньш; 17 січня 1896 року, Вієсіте — 14 серпня 1958 року, Рига) — латвійський хірург, онколог, академік АН Латвійської РСР (1946), член-кореспондент АМН СРСР (1945), професор Латвійського університету та Ризького медичного інституту. Основоположник клінічної онкології в Латвії. Керував Другою Ризькою міською клінікою та Інститутом біології та експериментальної медицини. Засновник Музею історії медицини в Латвії.

## Біографія
Паулс Страдиньш народився 17 січня 1896 року в Вієсіте (колишня Екенграве), в сім'ї ремісника. Навчався в місцевих сільських школах, в Екабпилському торговому училищі, в Дубултській приватнії гімназії, в 1914 році з золотою медаллю закінчив Ризьку Олександрівську гімназію. З 1914 по 1919 роки Паулс Страдиньш навчався в Петрограді, в Військово-медичній академії, закінчив з відзнакою, пізніше удосконалював знання і захистив дисертацію на тему «Ураження периферичних нервів та їх лікування» під керівництвом професора С. П. Федорова (1869—1936) в клініці Госпітальній хірургії.
Повернувшись у Латвію, з 1924 року працював під керівництвом професора Екабс Алксніса (1870—1957) в Хірургічній клініці Медичного факультету Латвійського Університету. У 1925 і 1926 роках стажувався в США і в Англії, як стипендіат фонду Рокфеллера. У 1927 році захистив другу дисертацію на тему «Етіологія, клініка і терапія так званої gangraena spontanea».
За принципові погляди, під час німецької окупації був звільнений від обов'язків медичного директора Другої Ризької міської лікарні й в 1942 році — знятий з посади наукового керівника Лікарні раку.

 Помер 14 серпня 1958 року в Ризі.  Похований на Лісовому кладовищі. 
 Медицина - це професія, наука і мистецтво одночасно. 
Тільки хороша людина може бути хорошим лікарем. 
Любов - це вища медицина. Після себе я повинен залишити клініку, хірургічну школу і музей. 

 (Паулс Страдиньш) 

## Професійна діяльність[2]
- З 1924 року працював в Хірургічній клініці Медичного факультету ЛУ;
- З 1925 по 1926 рік стажувався в США і Англії;
- 1928 року — керівник Кафедри загальної хірургії ЛУ;
- З 1931 по 1941 рік директор Другої Ризької міської клініки;
- 1933 рік — професор Кафедри загальної хірургії ЛУ;
- У 1939 році заснував першу в Латвії Лікарню раку і Другу медичну школу;
- У 1941 році заснував Республіканську станцію переливання крові;
- З 1944 по 1946 рік — декан Медичного факультету ЛУ;
- З 1944 та 1947 рік -головний лікар Другої Ризької міської клініки;
- У 1945 році обраний членом-кореспондентом АМН СРСР;
- У 1946 році заснував Інститут біології та експериментальної медицини при Академії наук Латвійської РСР;
- З 1946 по 1951 рік — директор Інституту біології та експериментальної медицини при Академії наук Латвійської РСР;
- У 1946 році обраний академіком АН Латвійської РСР;
- З 1951 року — керівник онкологічного сектора Латвійського Інституту експериментальної і клінічної медицини;
- 1948 рік обіймав посаду голови медичної наукової ради при Міністерстві охорони здоров'я Латвійської РСР;
- З 1945 по 1949 рік — головний хірург республіки;
- З 1950 року — головний онколог республіки;
- З 1955 року — депутат Верховної ради Латвійської РСР.

## Внесок у науку[3]
- Основоположник клінічної онкології в Латвії.
- Дослідження, присвячені ранній діагностиці раку і питань організації онкологічної допомоги.
- Роботи з клінічної хірургії — холецистит, виразка шлунка, гнійні захворювання, діагностика та лікуванням пошкоджень периферних нервів та інші.
- Роботи по онкології — хірургічні, променеві та терапевтичні методи лікування злоякісних новоутворень.
- Сприяв розвитку нових в той час напрямків в медицині (онкологія, переливання крові, хірургія серця і кровоносних судин, хірургія легенів, анестезіологія і реаніматологія, хіміотерапія та ін.).
- Дослідження з травматології, урології, переливання крові, дієтології, фармакології, фізіотерапії, курортології, охорони здоров'я, будівництва медичних установ та ін.
- Дослідження з історії медицини в Балтії.

## Сім'я
Син академіка П. Страдиньша Яніс Страдиньш (народ. 1933) — вчений-хімік, академік Латвійської Академії наук, історик науки і культури.
Онук академіка П. Страдиньша Андрій Ергліс — кардіохірург і вчений, професор, керівник кардіоцентру Університетської клінічної лікарні .

## Головні праці
- Ураження периферичних нервів та їх лікування. Петроград, 1923 (дисертація).
- Par tā saucamās gangraena spontanea etioloģiju, klīniku un terapiju. Rīga, 1927 (дисертація).
- Tautas veselības kalendāra izdevējs (1936—1940).
- Страдиня П. І. Вибрані праці. Рига, т. 1-3, 1963—1965.

## Нагороди та звання
- Премія фонду культури Латвії, 1928 р.
- Дійсний член Міжнародної академії підвищення кваліфікації лікарів, 1938 р.
- Хрест пошани третього ступеня, 1939 р.
- Заслужений науковець Латвійської РСР, 1945 р.
- Член-кореспондент Академії медичних наук СРСР, 1945 р.
- Дійсний член Академії наук Латвійської РСР, 1946 р.
- Депутат Верховної ради Латвійської РСР, 1955 р.
- Почесний член і почесний голова Наукової ради хірургів Латвії, 1955 р.
- Орден Трудового Червоного Прапора (31.01.1956 р.).
- Заслужений член Товариства хірургів ім. Пирогова, 1957 р.

## Пам'ять

Музей медицини імені П. Страдиньша

- Скульптура естонського художника Антона Старкопфа «Кінець — це спокій»
- Скульптора Олександри Брієдіт, в Ризі, на вулиці Пілсон 13, в лікарняному саду.
- Скульптора Карліс Янсонса, архітектор Едвінса Вецумніекс (в Вієсіте)[4]
- Пам'ятні плити в Вієсіте, в Ризі, в Юрмалі
- Заклади та вулиці носять ім'я Paula Stradiņa
- Засновано приз Страдиньша
- Ім'я носить Музей історії медицини (Рига)
- Ім'я носить Університетська клінічна лікарня (Рига)
- У 1996 році, на честь сторіччя П. Страдиньша, Латвійська пошта випустила поштову марку.